# Agustinia
Agustinia – rodzaj wczesnokredowego zauropoda o niepewnej pozycji filogenetycznej żyjącego w Ameryce Południowej. Skamieniałości tego dinozaura znaleziono w osadach formacji Lohan Cura w patagońskiej prowincji Neuquén. Dinozaur został pierwszy raz wspomniany w abstrakcie autorstwa słynnego paleontologa argentyńskiego, José Bonaparte, pod nazwą „Agustia”. Nazwa okazała się być już jednak zajęta przed rodzaj chrząszcza i w artykule z 1999 roku Bonaparte ustanowił obecną nazwę, jak również ustanowił rodzinę Agustiniidae (takson ten jednak nie został powszechnie zaakceptowany przez paleontologów). Znane są szczątki tylko jednego osobnika, na które składają się: fragmenty kręgów, strzałka, piszczel i pięć kości śródstopia. Kość udowa była zbyt słabo zachowana, by dało się ją wydobyć. Agustinia jest podobna zarówno do diplodoków, jak i tytanozaurów – zapewne należy do jednej z tych grup.
Bonaparte (1999) za cechę wyróżniającą Agustinia spośród innych zauropodów uważał obecność osteodermów w kilku różnych kształtach, tworzących płytki i kolce ulokowane na grzbiecie zwierzęcia wzdłuż kręgosłupa. Badania histologiczne przeprowadzone przez Bellardiniego i Cerdę (2017) wykazały jednak, że rzekome osteodermy to prawdopodobnie błędnie zidentyfikowane fragmenty kości, m.in. żeber.

## Wymiary
15 metrów długości (oszacowane na podstawie strzałki o długości 89,5 cm)

## Nazwa
Agustinia (etymologia: na cześć odkrywcy – Agustina Martinellego)
Agustinia ligabuei (etymologia: na cześć sponsora wyprawy – Giancarla Ligabuego)

## Występowanie
Ameryka Południowa, Patagonia, prowincja Neuquén

## Stratygrafia i datowanie
wczesna kreda: apt – alb (116–110 milionów lat temu); formacja Lohan Cura